# BZ Волка
BZ Волка (лат. BZ Lupi) — одиночная переменная звезда в созвездии Волка на расстоянии (вычисленном из значения параллакса) приблизительно 4429 световых лет (около 1358 парсеков) от Солнца. Видимая звёздная величина звезды — от менее +16m до +14,4m.

## Характеристики
BZ Волка — красная пульсирующая переменная звезда, мирида (M:) спектрального класса M. Эффективная температура — около 3284 K.